# Don's Plum
Pour plus de détails, voir Fiche technique et Distribution.
Don's Plum est un film américain réalisé par R. D. Robb, sorti en 2001.
Le film est notamment connu car Tobey Maguire et Leonardo DiCaprio ont intenté un procès pour empêcher que le film ne sorte aux États-Unis, arguant avoir signé un contrat uniquement pour tourner dans un court métrage.

## Synopsis
Des adolescents de Los Angeles se retrouvent dans un diner pour se raconter leurs vies.

## Fiche technique
- Titre : Don's Plum
- Réalisation : R. D. Robb
- Scénario : Bethany Ashton Wolf, Tawd Beckman, R. D. Robb, Dale Wheatley et David Stutman en partie d'après sa pièce The Saturday Night Club
- Musique : Blake Soper
- Photographie : Steve Adcock et Brian Bellamy
- Montage : Paul Heiman et Nabil Mechi
- Production : Gary A. Lowe, David Stutman et Dale Wheatley
- Société de production : Polo Pictures Entertainment, Trust Film Svenska et Zentropa
- Pays :  États-Unis,  Danemark et  Suède
- Genre : Comédie dramatique
- Durée : 89 minutes
- Dates de sortie : 
  -  Allemagne : 10 février 2001 (Berlinale)

## Distribution
- Scott Bloom : Brad
- Kevin Connolly : Jeremy
- Tobey Maguire : Ian
- Leonardo DiCaprio : Derek
- Jenny Lewis : Sara
- Meadow Sisto : Juliet
- Marissa Ribisi : Tracy
- Amber Benson : Amy
- Jeremy Sisto : Bernard
- Marisa Ryan : Anna
- Jerry Swindall : Leon
- Stephanie Cambria : Flo
- Byron Thames : Don
- Heather McComb : Constance
- Bethany Ashton Wolf : Grace Forrester
- Robert Zimmermann : Luke
- Nikki Cox : Karen

## Procès
Tobey Maguire et Leonardo DiCaprio ont intenté un procès pour empêcher que le film ne sorte aux États-Unis, arguant avoir signé un contrat uniquement pour tourner dans un court métrage.
Le producteur David Stutman estime que Tobey Maguire s'est opposé à la sortie du film par peur d'une scène improvisée révélant des « expériences intimes ». En 1998, Il a porté plainte contre les deux acteurs et un accord a été trouvé autorisant le film à sortir à l'étranger et sous la condition que des scènes soient supprimées.